# Ius Ducale
Als Ius Ducale wurde in den frühmittelalterlichen slawischen Staaten das Recht der Herrscher zur Erhebung von Diensten und Abgaben bezeichnet. Als Zeitpunkt seiner Entstehung gilt das 9. – 10. Jahrhundert. In seinem vollen Umfang blieb das ius ducale bis ins 14. Jahrhundert bestehen. Teile davon erhielten sich (z. B. in Schlesien) bis ins 19. Jahrhundert. Ab dem 11. Jahrhundert wurden Dienste und Abgaben aufgrund der Übertragung von wirtschaftlichen und gerichtlichen Immunitäten an adelige und dem Klerus angehörende 
Gutsherren  allmählich abgebaut und letztendlich fast vollends aufgehoben. Entscheidend hat zu diesem Prozess auch die Verleihung des ius Teutonicum (auch libertas Teutonica) an Dörfer und Städte im 13. und 14. Jahrhundert beigetragen. Die Natural- und Dienstleistungen wurden von nun ab durch Beden und Steuern ersetzt. In Urkunden erscheinen die iura ducalia mitunter als ius Bohemicale, ius Polonicum, ius Slavicum etc.